# Geologia do Kosovo
A geologia do Kosovo inclui uma variedade de diferentes características tectônicas e estratigráficas.

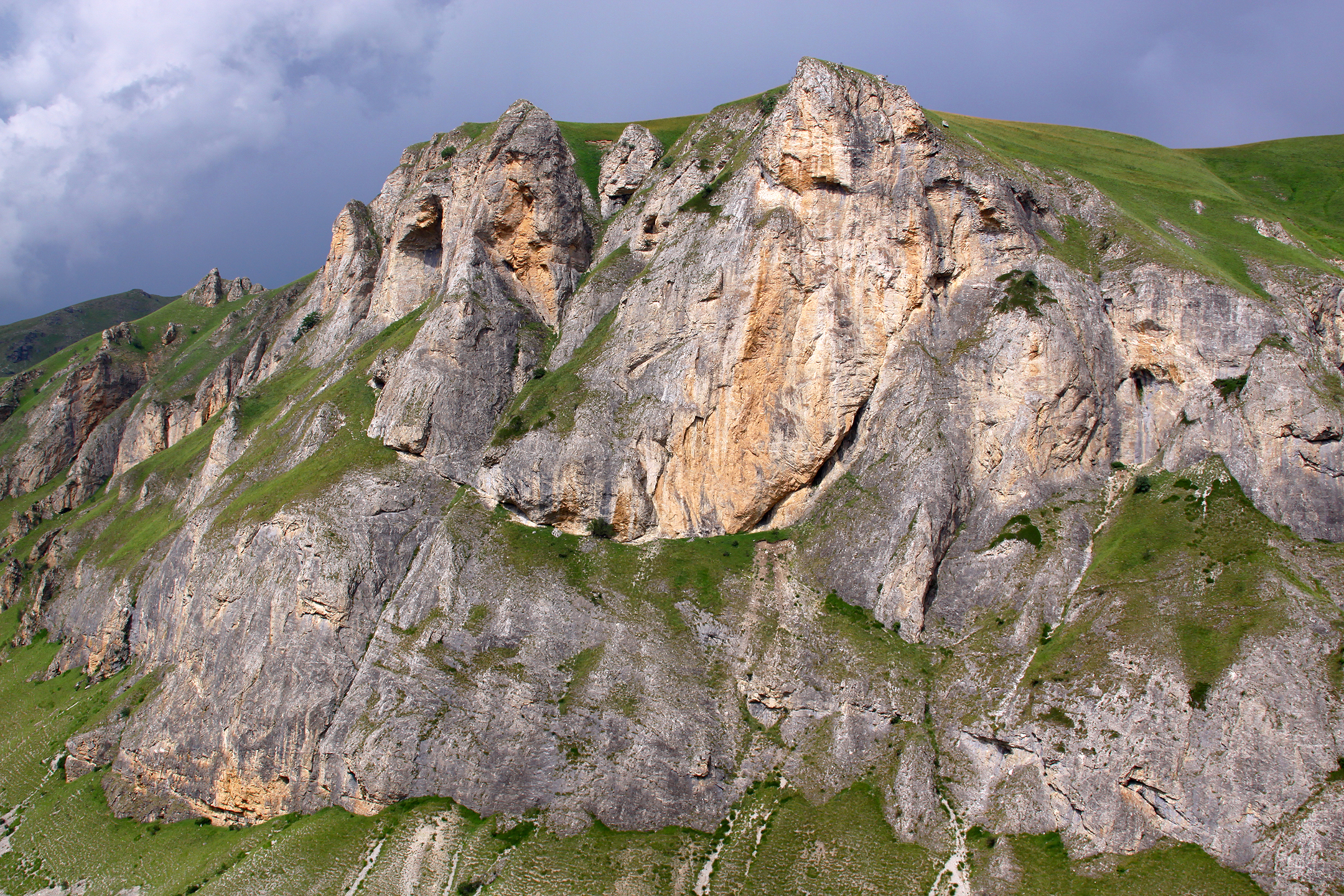
Afloramento rochoso em Brod

## História geológica, estratigrafia e tectônica
- Kacanik Flysch

mapa de kosovo

- Granito Vrska Cuka: Um exemplo de unidades Carpatho-Balkan. Granitos paleozóicos iniciais seguidos por uma lacuna nas rochas clásticas aptianas e pelágicas do Cretáceo .
- Zona de Novo Brdo: Parte da zona de Vardar Central. Situado ao sul de um domínio altamente tectonizado. O xisto Novo Brdo formou-se no Triássico numa bacia vulcano-sedimentar.
- Brezovica harzburgita